# Antenna

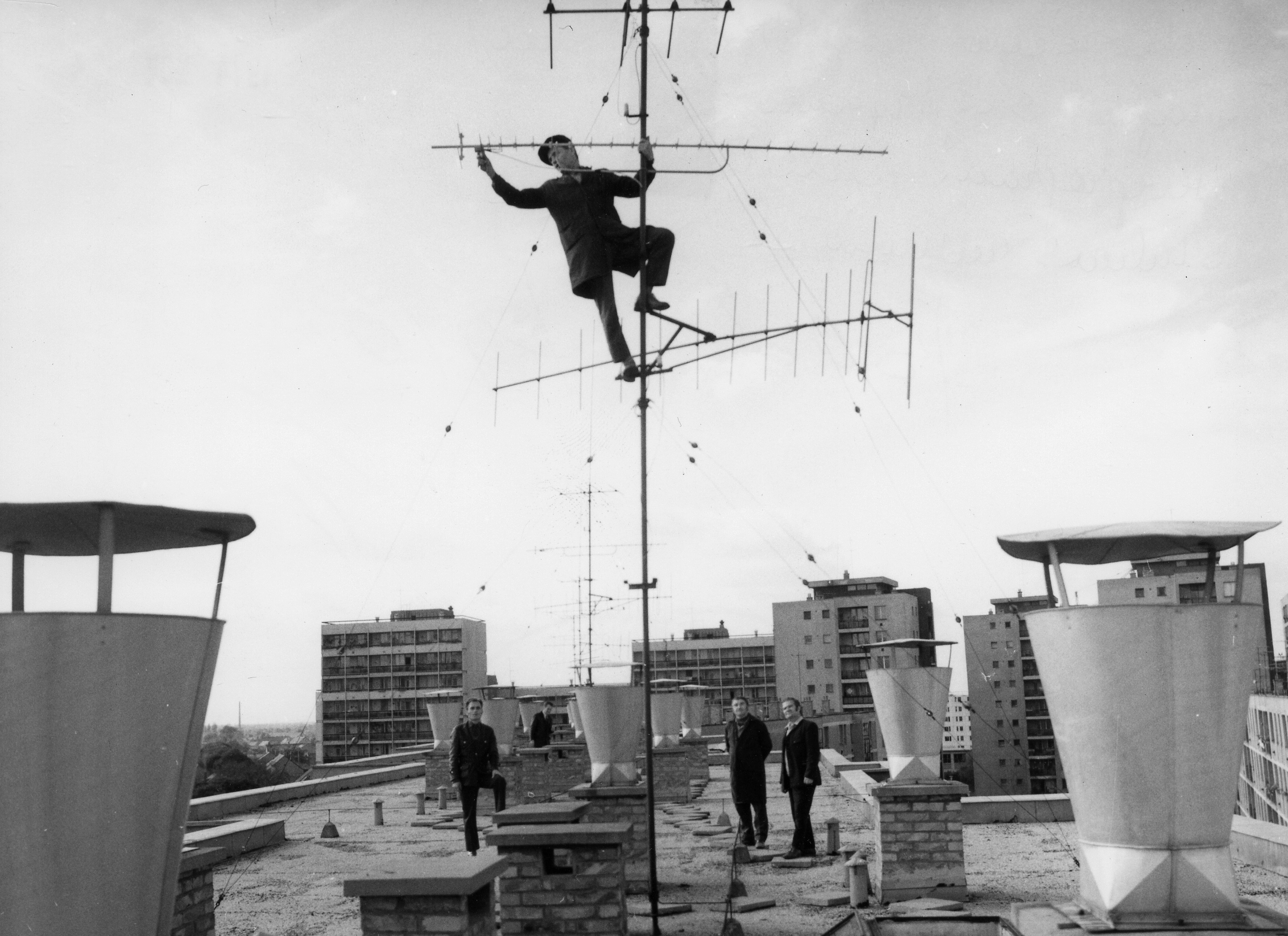
Szerelik a Tokajból sugározandó 2. tévéprogram vételére alkalmas antennákat (Debrecen, Szegfű utca 1., 1974)

Az antenna elektromágneses hullámok egy tartományának, a rádióhullámoknak a sugárzására vagy vételére alkalmas elektrotechnikai eszköz.
Antennát először 1888-ban Heinrich Hertz (1857-1894) épített, aki be akarta bizonyítani a James Clerk Maxwell által elméletileg kikövetkeztetett elektromágneses hullámok létét. Hertz már akkor a sugárzó dipól antennát egy parabola alakú reflektor fókuszpontjába helyezte. Az antenna tervrajzait az Annalen der Physik und Chemie 1889/36. számában tette közzé.

## Adóantennák

### Működési elv
Elvileg bármelyik antenna lehet adó vagy vevő.
Az antenna lényegében egy nyitott rezgőkör, amely a venni kívánt jel vivőfrekvenciájára van hangolva. A rezgőkör nyitottsága azt jelenti, hogy az adáskor betáplált rádiófrekvenciás teljesítmény a rezgőkörből kisugárzódik, vételkor pedig a külső elektromágneses térnek a rezonanciafrekvenciával megegyező frekvenciájú komponense indukálja (azonos térerő mellett) a legnagyobb feszültséget az antennában.
Az antenna fontos jellemzője az iránykarakterisztika, amely az antenna által létrehozott azonos teljesítménysűrűségű (térerejű) pontok összessége az antenna körüli térben. A viszonyítási alap a csak elméletben létező, pontszerű izotróp antenna, amely „gömbsugárzó”, vagyis a tér minden irányában azonos mértékben sugároz. 
A valóságos antennák azonban anizotrop jellegűek, azaz a köréjük rajzolt gömbfelület különböző részein különböző térerősséget létesítenek. Az antenna sugárzási karakterisztikája mutatja meg, hogy az antenna milyen irányban mekkora intenzitással sugároz. A sugárzási karakterisztikát két egymásra merőleges (például vízszintes és függőleges) síkban adják meg; a karakterisztika az adott síkban egyenlő térerősségű pontokat összekötő görbe.

### Antennanyereség
Az irányító hatású antennák fő sugárzási irányukba koncentrálják a kisugárzott teljesítményt, ezért ezekben az irányokban nagyobb térerősség keletkezik (vételkor pedig az antennáról nagyobb jelet kapunk), mint ha minden irányban egyformán sugárzó (izotrop) antennát használnánk. 
Az antenna nyeresége alatt azt (a dB-ben kifejezett) teljesítményviszonyt értjük, hogy az antenna a fő sugárzási irányában hányszoros teljesítménysűrűséggel (térerősséggel) sugároz egy ugyanakkora teljesítménnyel táplált izotrop antennához képest.
{\displaystyle G=S_{max}/[P_{be}/(4\cdot \Pi \cdot r^{2})]}
{\displaystyle G={\frac {4\pi A}{\lambda ^{2}}}}
- G Az anntennanyereség
- A Hatásos felület
- λ Az antenna üzemi hullámhossza

#### Antennanyereség meghatározása irányméréssel
Az antenna nyeresége meghatározható irányméréssel. Meg kell határoznunk azt a sugáriránytól eltérő szöget, amelyen az antenna még nem csillapítja a vett jelet. Ez az a pont, ahol a mért antennával vett jel erőssége megegyezik a nyereség nélküli antenna által vett jelerősségével. Mivel gömbsugárzó antenna nem létezik, így referenciaantennaként körsugárzót használnak, amelynek pontosan ismerik a nyereségét, így át tudják számolni egy izotróp antennához vonatkoztatott értékre (dBi, vagy dB), vagy dipólantennához vonatkoztatott értékre (dBd).
A mérést a következőképp lehet végezni:
1. a jelforrás felé irányítják az antennát, ez lesz a fő sugárzási irány. A vett jel ezen a ponton a legerősebb.
2. az antennát vízszintes irányban elforgatják, mindaddig, amíg a vett jel erőssége le nem csökken a referenciaantenna által vett jel erősségére.
3. ezzel megkaptuk az antenna horizontális sugárzási szögének a felét, ezt 2-vel megszorozva megvan a horizontális nyalábszélesség: φ
4. az antennát ismét a jelforrás felé irányítják
5. az antennát függőleges irányban elforgatják, mindaddig, amíg a vett jel erőssége le nem csökken a referenciaantenna által vett jel erősségére.
6. ezzel megkaptuk az antenna vertikális sugárzási szögének a felét, ezt 2-vel megszorozva megvan a horizontális nyalábszélesség: ψ

A mért értékekből a nyereség a következőképp számítható:
{\displaystyle G=10log{\Biggl (}{\frac {360}{\phi }}{\frac {360}{\psi }}{\biggl )}}
- G – az antenna nyeresége
- φ – horizontális nyalábszélesség
- ψ – vertikális nyalábszélesség

### Körsugárzó
A negyed hullámhosszúságú, függőlegesen felállított antenna körsugárzó, azaz vízszintesen minden irányban egyenletesen sugároz. A függőleges sugárzási karakterisztikát a jobb oldalon láthatjuk.
Az antenna nyeresége az izotrop antennához képest 2,15 dB, ez 1,64-szeres teljesítményviszonynak felel meg. (A nyereség a minden irányban egyforma vízszintes sugárzás mellett itt a függőleges karakterisztika miatt adódik.)
Jellemzően a mozgó vevőknél használnak ilyet (például mobiltelefon, autó), melyeknek minden irányból venniük kell tudni az adó(k) által kisugárzott jelet. Hátránya, hogy mivel minden irányból képes venni, ezért nem irányszelektív, vagyis nem csak az adó irányából, hanem ugyanakkor az egyéb irányokból érkező jeleket is veszi, ezek pedig zavarhatják a vevő által kiválasztott adó vételét.

### Iránysugárzó
Rögzített irányú ellenállomás esetén ezért inkább szelektív iránykarakterisztikával rendelkező antennát használnak, ami az ellenállomás irányából jövő jeleket sokkal erősebben, az oldalirányból, és hátulról érkező (a felhasználás szempontjából zavaró) jeleket pedig csökkentett erősséggel veszi, illetve sugározza.
A (TV vevőantennaként is jól ismert) Yagi antenna ilyen iránysugárzó, azaz vízszintesen egy kitüntetett irányban sugároz és vesz (ld. az ábra jobb oldalán). A 4 elemes Yagi antenna sugárzója egy félhullámú dipól (=dipólus), tartalmaz továbbá egy, a fél hullámhossznál valamivel hosszabb reflektort és a dipólus másik oldalán két, a fél hullámhossznál valamivel rövidebb direktort. (A Yagi-antenna direktorainak a száma széles határok között változhat; minél több direktort tartalmaz, annál jobb az irányító hatása.) Az antenna sugárzási iránya a direktorok irányába mutat.
Az ábrán látható hajlított dipólus sugárzó előnye, hogy középpontja leföldelhető, így a tartógerinctől nem kell elszigetelni. Villámvédelem céljából az egész antenna az árbóccal együtt földelhető.

### Mikrohullámú iránysugárzó antenna

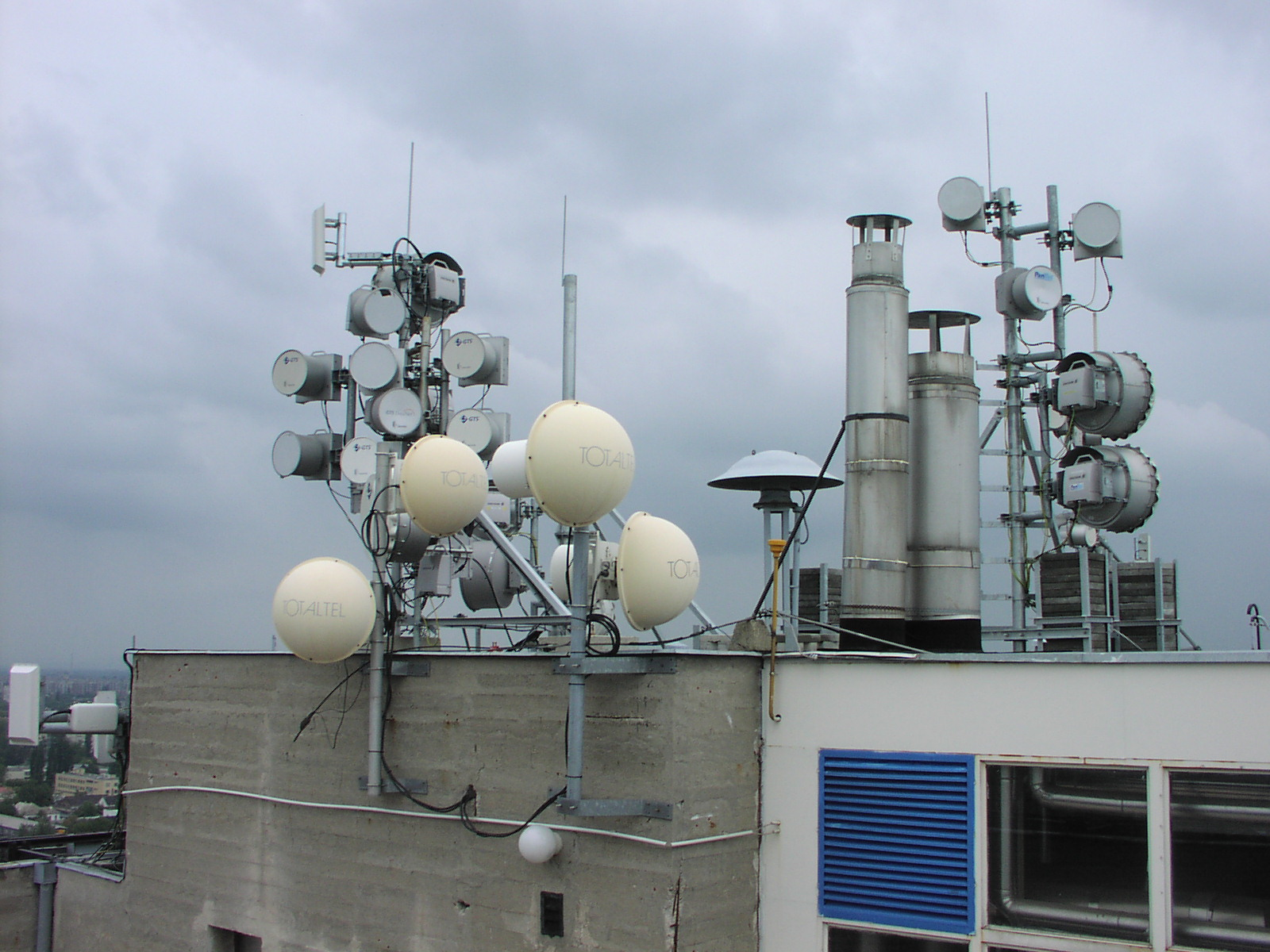
Pont-pont összeköttetéseket megvalósító mikrohullámú antennák tömkelege

Nagyon magas frekvenciákon (10 cm alatti hullámhosszon, ahol a parabola nyílása a hullámhossz többszörösére adódik) a fényszóró elvén készítenek nagyon keskeny nyalábolású antennákat.
Az antenna sugárzója (például egy félhullámú dipólus) a parabola fókuszpontjában helyezkedik el, így a parabolafelületről visszavert hullámok egymással párhuzamos nyalábolásúak.
A körbeforgatott parabola forgási paraboloidot, az önmagával párhuzamosan eltolt parabola hengerparaboloidot hoz létre. A forgásparaboloidnak fókuszpontja, a hengerparaboloidnak fókuszvonala van, ennek megfelelően a létrehozott sugárnyaláb keresztmetszete kör vagy legyező alakú.

## Vevőantennák

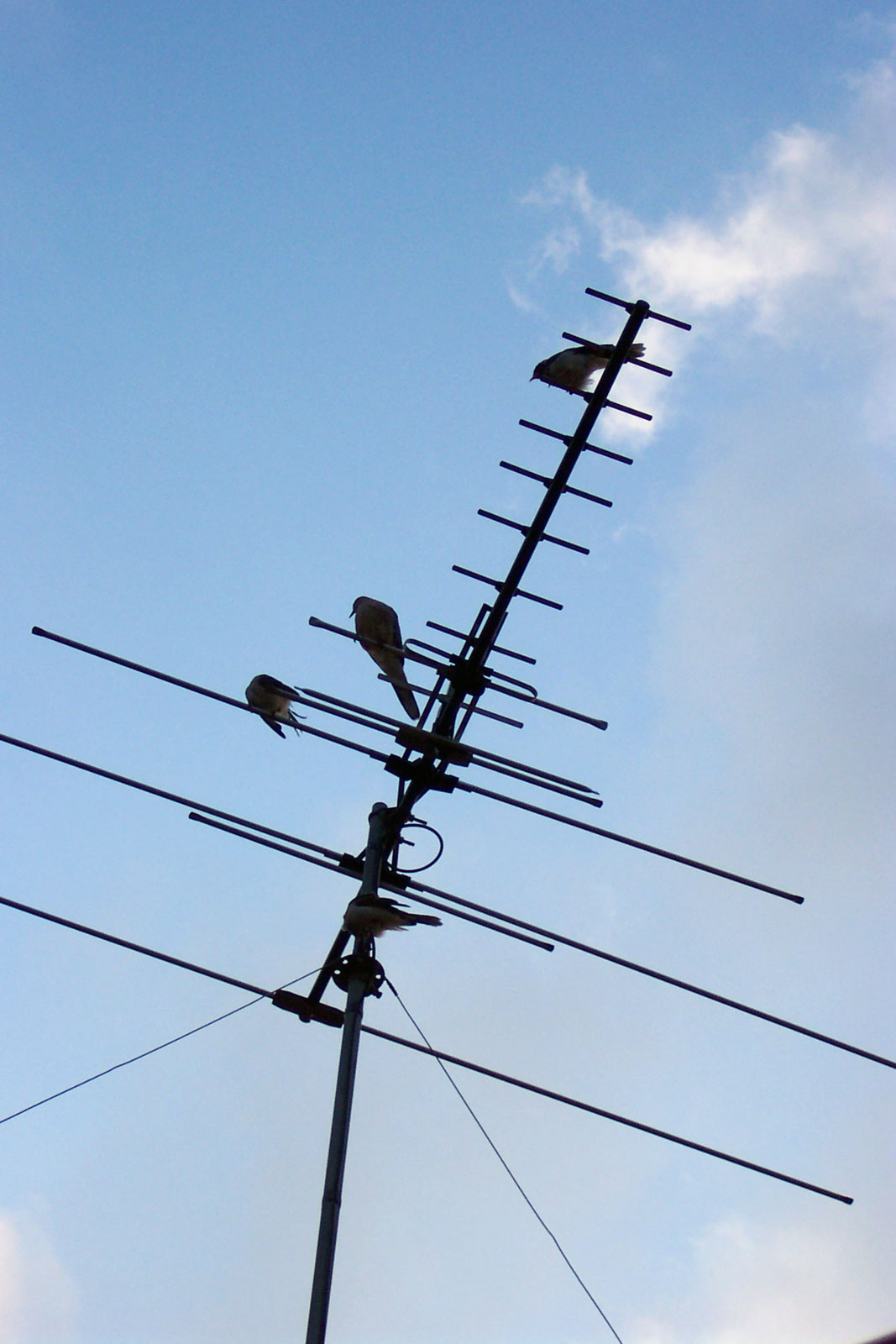
Árbócra szerelt TV-vevőantennák. Az antenna mechanikai méretei a hullámhosszal arányosak. Itt egymás fölött három Yagi-antenna látható. A CCIR VHF I. sáv vételére (hullámhossz: kb. 4...7 m) az alsó, hosszabb rudakból álló antenna szolgál, a CCIR VHF III. sáv (hullámhossz: kb. 1,3...1,7 m) vételére a középső antenna, míg a felső, legrövidebb rudakból álló antenna az UHF (CCIR IV-V sáv, hullámhossz: 35 cm...63 cm) vételére alkalmas.

### Földfelszíni digitális tévéadások (DVB-T) vételére alkalmas antennák
Az analóg vételhez is használt antennák túlnyomó többsége alkalmas a DVB-T jelek vételére. Az analóg sugárzással szemben a digitális adások vétele esetén kisebb jelerősség érhető el a vételi helyen, ugyanolyan adóteljesítmény és vevőantenna esetén. Emiatt szükség esetén nagyobb nyereségű antenna használata válhat szükségessé, főleg az adótoronytól nagyobb távolságra. A jó minőségű vétel érdekében a Nemzetközi Távközlési Egyesület (ITU) ajánlása alapján a kiválasztott antennának legalább 10-12 dB nyereséggel kell rendelkeznie a teljes UHF sávban a 21-69-es csatornákon (470-862 MHz). Jó minőségű koaxiális kábel szükséges az antenna és a vevőkészülék között, mivel a DVB‑T sugárzás érzékenyebb a külső zavaró tényezőkre. Amennyiben a televíziókészülék nem rendelkezik beépített DVB‑T tunerrel, akkor szükség van még egy digitális vételre alkalmas dekóderre („set-top-box”).

## Az antennák szerkezeti elemei

### Sugárzó
A sugárzó az antennának azon eleme, amely
- az elektromos jelet elektromágneses hullámmá,
- vagy az elektromágneses hullámot elektromos jellé

alakítja át. Ez az antennaelem biztosít kapcsolatot az elektromos jel és a környezet között. Minden antenna az üzemi frekvenciáján tud adni is, venni is.
A primer sugárzóknak két tipusa van, a monopólus és a dipólus.

### Parazitasugárzók
A parazitasugárzók az antenna iránykarakterisztikáját és hatásos felületét változtatják meg. A környezetből, vagy a sugárzóból érkező rádióhullámok a parazitasugárzókat fázisban gerjesztik. Adott irányba koncentrálják, vagy blokkolják a rádióhullámokat.
Nem kívánt parazitasugárzóként működhetnek az antenna közelében lévő fémtárgyak, vagy egyéb hullámvezető anyagból készült tárgyak. Az antenna telepítése során mindig ügyelni kell arra, hogy az antennától λ távolságra ne legyen semmilyen fémből készült dolog. Ezek nem várt hatással vannak az antenna mind sugárzási, mind elektromos paramétereire. Az antenna az antennaárbóchoz a reflektor mögötti részen van felfüggesztve, így az antennaárbóc hiába van fémből, nem gyakorol káros hatást az antenna paramétereire. A gyártó az antenna rögzítési pontját is gondos tervezéssel, mérésekkel határozza meg.

#### Reflektor
A reflektor a sugárzó mögött helyezkedik el, feladata a fő sugárzási iránnyal ellentétes irányból érkező rádióhullámok blokkolása, valamint a sugárzási irányból érkező rádióhullámok megfelelő fázisban történő reflektálása. A reflektor 5-10%-kal hosszabb a sugárzónál. Sok esetben használnak sarokreflektort vagy sík reflektort is.

#### Direktor
A sugárzótól a fő sugárzási irány felé helyezkednek el. A sugárzónál általában 5-10%-ka rövidebbek. A beérkező rádióhullámokat koncentrálják, hullámcsapdaként működnek. Minél több van belőle a sugárzó előtt, az antenna annál koncentráltabb irányban sugároz, vagy vesz.

#### Radiál
Ground-plane vagy triple-leg antennáknál található ez a szerkezeti elem. Feladata, hogy a monopólus antennáknál megjelenjen az antenna elektromos tükörképe. A sugárzó irányából indulnak radiálisan, galvanikus kapcsolata a koaxiális kábel köpenyével van, általában λ/4 hosszúságúak. Lehetnek vízszintesek, vagy 45°-ban lefelé hajlítottak.

### Apertúra
Az apertúra nem tévesztendő össze a parazitasugárzóval. Az apertúra és a fő antenna között nincs sem kapacitív, sem induktív csatolás, homorú tükörként működik. A parazitasugárzók és a sugárzó között a távolság a hullámhossz töredéke, az apertúra többször 10 hullámhossznyi távolságra van a sugárzóelemtől. Radaroknál, űrtávközlési vagy rádiócsillagászati eszközöknél ez a távolság több száz hullámhossznyi is lehet.
A műsorvevő parabolaantennák esetén a hullámhossz 3cm (10GHz), vagy 1.5cm (20GHz), az apertúra 70-90cm, az apertúra-sugárzó távolság 50-80cm között szokott lenni. Belátható, hogy a hullámhosszhoz képest hatalmasak a méretei, így a nyereségük is nagy.

### Boom
A többelemes antenna elemeit összetartó szerkezet, valamint ezen az elemen van megvalósítva az árbócra való felfüggesztés. A sugárzásban nem vesz részt, sőt, követelmény, hogy ne legyen semmilyen hatása az antenna egyik elemére sem. További fontos követelmény a mechanikai stabilitás.

### Trap
Ha egy antennát több hullámsáv vételére terveznek, rezgőkörök beiktatásával hosszabbítják meg az antenna egy-egy elemét. Ezeket a rezgőköröket nevezzük trap-nek, mindegyikben egy kondenzátor és egy tekercs van.

### Illesztő
Az illesztő felada, hogy az antenna talpponti ellenállását illessze a tápvonal hullámellenállásához, szükség esetén a szimmetriaillesztést is ezzel a szerkezeti egységgel oldják meg.

## Antennatípusok
| Nyereség/irányítottság szerinti csoportok | Keskenysávú | Szélessávú | Teljes sáv vagy több hullámsáv |
| --- | --- | --- | --- |
| Kis nyereségű, kvázi-izotróp antennák. Előnyei: - Nem irányérzékenyek, szinte bármilyen pozícióban használhatóak, nem kell irányra tartani. - Mozgó állomásokhoz kiválóan alkalmazhatóak, flexibilis, strapabíró, katonai, rendőrségi rádióknál alkalmazhatóak. - Kis méret, könnyű szerkezet, egyszerű felépítés. - Közel 0dB a nyereségük, referenciaantennaként alkalmazhatóak Hátrányai: - Rossz hatásfok, mind adásnál, mind vételnél Alkalmazási területei: - PMR, - Műsorvevő zsebrádiók, táskarádiók - terepi használatú kézirádiók, gumiantenna - USB Wifi stick, - Bluetooth - NFC - Lopásgátló, áruellenőrző - Mobiltelefonok belső antennája - Mérésekhez referenciaantenna | - EH antenna - NYÁK-ra maratott antenna | Induktív elven működő vezeték nélküli átvitelhez használt antenna NFC, Lopásgátló áruellenőrzők érzékelői Mobiltelefonok belső antennái | Hullámhosszkoz képest rövid botantenna l<λ/4, esetleg l<λ/8 PMR belső antenna, zsebrádiók antennái. Kézi adóvevők flexibilis antennái "gumiantenna" Hertz-féle dipólus                                                                                          |
| Csökkentett méretű irányérzékeny antennák Előnyei: - Szűkös helyen használhatóak, hordozható vevőantennaként hasznosíthatóak - Mivel a hullámhosszhoz képest kicsi a méretük, használhatóak alacsonyfrekvenciás zavarforrások keresésére Hátrányai: - Adóantennaként általában rossz hatásfokkal működnek | - Ferritantenna - Mágneses hurokantenna - Keretantenna | Miniatűr beam | Rövidített vastag dipól |
| Félgömb sugárzók Előnyei - Félgömb irányból érkező jeleket közel azonos erősséggel veszi vagy sugározza - Fölfelé irányítva a teljes égbolt irányba van, nem kell célra irányítani Alkalmazási területei: - repülőgép-irányítótorony közti kapcsolat - meteorológiai műholdak vétele - GPS | | QFH antenna | Disc-cone antenna |
| Körsugárzók. Előnyei: - Vízszintes irányban élesen lapított iránykarakterisztika - A földfelszínről minden irányból nyereséggel vesz/sugároz, nem kell célra irányítani Alkalmazási területei: - Műsorszórás - Átjátszóállomásokhoz bázisantennaként - CB, amatőrrádiózás - Wifi-routerek, egyéb vezeték nélküli digitális átvitel | - Ground-plane - Tiple-leg - függőleges dipól - DDRR - kördipól - kolineáris sugárzó - koax-kollineár - Blaw-Knox | | |
| Alacsonyan (h<λ/8) telepített rezonáns hosszú (l=n*(λ/4)) elemi sugárzó vagy irányított antenna. Előnyei: - A sugárzási karakterisztika felfelé torzul, így a teljes ionoszféra, vagy az ionoszféra határozott része célozható - Kis teljesítménnyel nagy távolságok áthidalása - Interkontinentális összeköttetések Hátrányai: - Mivel vízszintes irányban rossz hatásfokkal sugároz/vesz, hatékonysága teljesen az ionoszférától függ - Közeli földfelszíni összeköttetések rossz hatásfokkal, vagy egyáltalán nem valósíthatóak meg. Alkalmazási területei: - NVIS - DX | Bármely keskenysávú antennatípus alacsonyan telepítve. Kifejezetten erre a célra tervezett antennák: - Vízszintesen kifeszített egészhullámú hurokantennák - quad-loop, - téglány - rombuszantenna - delta-loop                                                 | Bármely szélessávú antennatípus alacsonyan telepítve | Bármely sávantenna alacsonyan telepítve Kifejezetten erre a célra tervezett antennák: W3DZZ |
| Kellő magasságban (h=λ/2) elhelyezett iránysugárzók. Előnyei: - Éles irányítottság, adott irányba jó hatásfokú sugárzás/vétel - A fő sugárzási irányon kívüli zavarokat kiszűri Hátrányai: - Gondos tervezőmunkát és körültekintő telepítést igényel Alkalmazási területek: - Direkt összeköttetések - Pont-pont összeköttetés, Wifi - Műsorszórás, műsorvétel - Amatőrrádiózás | - Dipólantenna - Yagi-antenna - Quad-sugárzó - Kettős Quad | Hélixantenna | Hirschmann antenna analóg vagy digitális UHF TV antennák |
| Csoportantennák. Előnyei: - Éles irányítottság, adott irányba jó hatásfokú sugárzás/vétel - A fő sugárzási irányon kívüli zavarokat kiszűri Hátrányai: - Gondos tervezőmunkát és körültekintő telepítést igényel - Nehéz szerkezet, nagy anyagszükséglet Alkalmazási területek: - Direkt összeköttetések - Pont-pont összeköttetés, Wifi - Műsorszórás, műsorvétel - Amatőrrádiózás, EME (Föld-Hold-Föld reflexión alapuló összeköttetések) - Műholdas kommunikáció | - Emeletes yagi antenna - Yagi-mátrix | Csoportos hélix | |
| Egyéb mikrohullámú antennák. Előnyei: - Kompakt szerkezet - Viszonyleg jó nyereség Hátrányai: - Méretezéséből adódóan csak a mikrohullámú tartomány jöhet szóba. (pl. ha UHF-re terveznénk hengersugárzót, az körülbelül acélhordó méretű lenne.) Alkalmazási területei: - Mikrohullámú pont-pont összeköttetések | - Tölcsérreflektoros antenna - Hengersugárzó - Microstrip - Freshcnel-lencsés sugárzó | - Tölcsérreflektoros antenna - Hengersugárzó - Microstrip - Freshcnel-lencsés sugárzó | - Tölcsérreflektoros antenna - Hengersugárzó - Microstrip - Freshcnel-lencsés sugárzó |
| Apertúrával rendelkező antennák. Előnyei: - Éles irányítottság, 5°-nál élesebben koncentrált. - Nagy nyereség Hátrányai - Nagy méret, méretezéséből adódóan leginkább csak a cm-es nagyságrendű hullámtartomány jöhet szóba - Pontos beállítást, stabil felfüggesztést igényel Alkalmazási területei: - Műholdas kommunikáció - Űrtávközlés - Radar | - Parabola-antenna - Hengerparaboloid Az apertúraantennák frekvenciamenetét a fő antenna, antennafej határozza meg, bármely típus előfordulhat. Csak apertúrával használt elemi sugárzók: - Arkhimédeszi spirál - Logaritmikus spirál - Dielektromos rúdantenna | - Parabola-antenna - Hengerparaboloid Az apertúraantennák frekvenciamenetét a fő antenna, antennafej határozza meg, bármely típus előfordulhat. Csak apertúrával használt elemi sugárzók: - Arkhimédeszi spirál - Logaritmikus spirál - Dielektromos rúdantenna | - Parabola-antenna - Hengerparaboloid Az apertúraantennák frekvenciamenetét a fő antenna, antennafej határozza meg, bármely típus előfordulhat. Csak apertúrával használt elemi sugárzók: - Arkhimédeszi spirál - Logaritmikus spirál - Dielektromos rúdantenna |

## Szoftverek
Az antennák tervezése, szimulációja meglehetősen összetett, és nagy számításigényű feladat. Antennatervezéshez, méretezéshez webes kalkulátorok, és speciális programok is léteznek.
- xnec2c